# Infraphulia madeleinea
Infraphulia madeleinea är en fjärilsart som beskrevs av William D. Field och Herrera 1977. Infraphulia madeleinea ingår i släktet Infraphulia och familjen vitfjärilar. Inga underarter finns listade i Catalogue of Life.